# Корабль поколений
Корабль поколений — гипотетический тип звездолёта типа «Межзвёздного ковчега» для межзвёздных путешествий. Такие корабли могут находиться в пути многие десятки, сотни или тысячи лет; первые обитатели корабля поколений за это время вырастут, состарятся и умрут, а путешествие будут продолжать их потомки. Одним из теоретических проектов такого корабля является Колония О’Нила для дальних межзвёздных полётов.

## Биосфера
Корабль поколений должен быть полностью самодостаточным, снабжая экипаж пищей и водой, а собственные системы и механизмы — энергией и прочими ресурсами, вырабатываемыми на борту из имеющихся запасов энергоносителей и сырья. Он также должен обладать большим ресурсом работы всех систем, которым предстоит функционировать в течение достаточно длительного времени. Для получения опыта, необходимого для успешной отправки кораблей поколений, такая изолированная среда может быть создана в расчёте на пребывание в ней человека сотни и более лет, но достаточно близко к Земле для оказания возможной помощи. Это позволило бы проверить, смогут ли тысячи людей выжить вне досягаемости помощи. Маленькие закрытые экосистемы, включённые в программу «Биосфера 2», были созданы в попытке выявить инженерные трудности в создании такой системы.
Выдвигались идеи превращения в Корабль поколений обитаемых планет (в особенности Земли). Такая идея названа «Космический корабль Земля».

## Биология и общество
Обитателям кораблей поколений предстоит также решать основные биологические, социальные и моральные проблемы, и их экипаж должен будет справляться с проблемами уверенности в себе и самооценки его членов и других трудностей, включая конфликты. Как пример, моральные затруднения могут возникнуть в отношении промежуточных поколений (они должны рождаться, воспроизводиться, жить и умирать в течение полёта без особых видимых дополнительных усилий), которые могут ощущать себя насильственно заключёнными на корабле. Кроме того, промежуточные поколения должны в достаточной степени разделять цели и идеалы основателей колонии, чтобы продолжать путешествие, и не «передумать» лететь дальше.
Оценки минимально необходимой для такого автономного существования численности населения изменялись со временем. Результаты исследований, проведённых Рутгерским университетом, теоретически показали, что всё коренное население Америки произошло всего лишь от 70 индивидуумов, прибывших 14—12 тысяч лет назад по Берингову перешейку, существовавшему тогда между Азией и Америкой. Антрополог доктор Джон Мур предположил в 2002 году, что население в 150—180 человек может автономно существовать и благополучно поддерживать численность в течение 60—80 поколений, что примерно равно 2000 годам. Тщательный генетический отбор и использование банка спермы с Земли позволит уменьшить исходную базу и избежать близкородственного скрещивания. Первоначальная популяция из двух женщин может существовать настолько долго, насколько готовые эмбрионы могут иметься в наличии. Здоровье популяции будет зависеть от разнообразия генофонда, которое в данном случае может быть обеспечено определённым числом сохранённых эмбрионов.

## Космические лучи
Радиационная обстановка в глубоком космосе существенно отличается от таковой на поверхности Земли или на низких орбитах ввиду больших доз высокоэнергетических галактических космических лучей (GCRs) наряду с солнечным ветром и излучением радиационных поясов. Подобно другим видам ионизирующего излучения, высокоэнергетические космические лучи могут повреждать ДНК, возрастает риск рака, катаракты, нарушений в нервной системе и прочие смертельные риски. Способы решения этой проблемы в настоящее время неизвестны и лишь предполагаются одним из предметов генной инженерии с одной стороны и технологической проблематикой конструирования противорадиационной защиты корабля с другой.

## В научной фантастике
«Корабли поколений» часто служат основой сюжета или упоминаются в научно-фантастической литературе. Одно из первых упоминаний — в написанном в 1929 году эссе «Мир, Плоть и Дьявол: исследование будущего трёх врагов рациональной души» (англ. The World, the Flesh & the Devil: An Enquiry into the Future of the Three Enemies of the Rational Soul) Джона Бернала. В 1941 году вышли повести Роберта Хайнлайна «Вселенная» (англ. Universe) и «Здравый смысл» (англ. Common Sense). В 1963 году они были объединены в роман «Пасынки Вселенной» (англ. Orphans of the Sky).
Ниже представлены некоторые популярные произведения на эту тему.
- Роман Брайана Олдисса «Без остановки».
- Роман Бернара Вербера «Звёздная бабочка».
- Роман Гарри Гаррисона «Пленённая Вселенная». Обитатели корабля делятся на две касты: первая обеспечивает продвижение к цели, вторая — живёт в намеренно архаизированном обществе.
- Серия книг сэра Артура Кларка и Джентри Ли «Рама».
- Цикл фантастических рассказов Станислава Лема «Звёздные дневники Ийона Тихого» — пародийное обыгрывание идеи.
- Рассказ «Поколение, достигшее цели» Клиффорда Саймака.
- Повесть Бориса Лапина «Первый шаг» (1973), где описываются моральные затруднения промежуточных поколений членов экспедиции.